# Майкл Корс
Майкл Корс (англ. Michael David Kors), уроджений Карл Андерсон-молодший (англ. Karl Anderson-junior; нар. 9 серпня 1959, Лонг-Айленд) — американський модельєр, засновник всесвітньо відомого американського бренду Michael Kors, що спеціалізується на модному одязі, аксесуарах і предметах розкоші, і співвласник холдингу Capri Holdings, що володіє Michael Kors, Jimmy Choo та Versace.

## Особисте життя
Корс народився як Карл Андерсон молодший на Лонг-Айленді, Нью-Йорк. Його мати єврейка, а батько мав шведське походження. Його батьки — Джоан Гамбургер, колишня модель, і Карл Андерсон-старший. Його мати вийшла заміж за Білла Корса, коли Майклові було п'ять років, а його прізвище змінили на Корс. Джоан Гамбургер сказала Карлу, що він також може вибрати нове ім'я, і він перейменував себе на Майкла Девіда Корса. Він виріс у Мерріку, Нью-Йорк, і закінчив середню школу Джона Ф. Кеннеді в Беллморі, Нью-Йорк, на Лонг-Айленді.
Корс живе у Нью-Йорку. Він відкритий гей. Після легалізації в Нью-Йорку одностатевих шлюбів Корс вийшов заміж за Ленса Лепере — свого давнього партнера, з яким він жив з 1990.

## Кар'єра
Прихильність Корса до моди почалася, коли він був дуже молодим. Майкл у віці п'яти років навіть перекроїв весільну сукню своєї матері для її другого шлюбу. Це стало рушійною силою для розвитку його інтересу до моди та подальшої роботи. Будучи підлітком, Корс почав розробляти одяг і продавати його з батьківського підвалу, який він перейменував у «Iron Butterfly». Він робив свічки, шиті шкіряні сумки, ковані мідні браслети. Згодом Корс запросив усіх дітей по сусідству прийти і продав усе за тиждень.
У 1977 році він вступив до Технологічного інституту моди в Нью-Йорку. Однак він кинув навчання лише через дев'ять місяців і влаштувався на роботу в бутик під назвою Lothar's навпроти Bergdorf Goodman на 57-й вулиці в центрі Манхеттена, де він почав працювати продавцем. Одного разу, коли Корс встановлював вітрину в Lothar's, Дон Мелло — тодішній директор моди в Bergdorf Goodman — постукала у вікно й запитала, хто розробив одяг. Корс визнав, що вони належать йому, а Мелло допоміг йому розробити його першу лінію, яка потім продаватиметься в Bergdorf's.

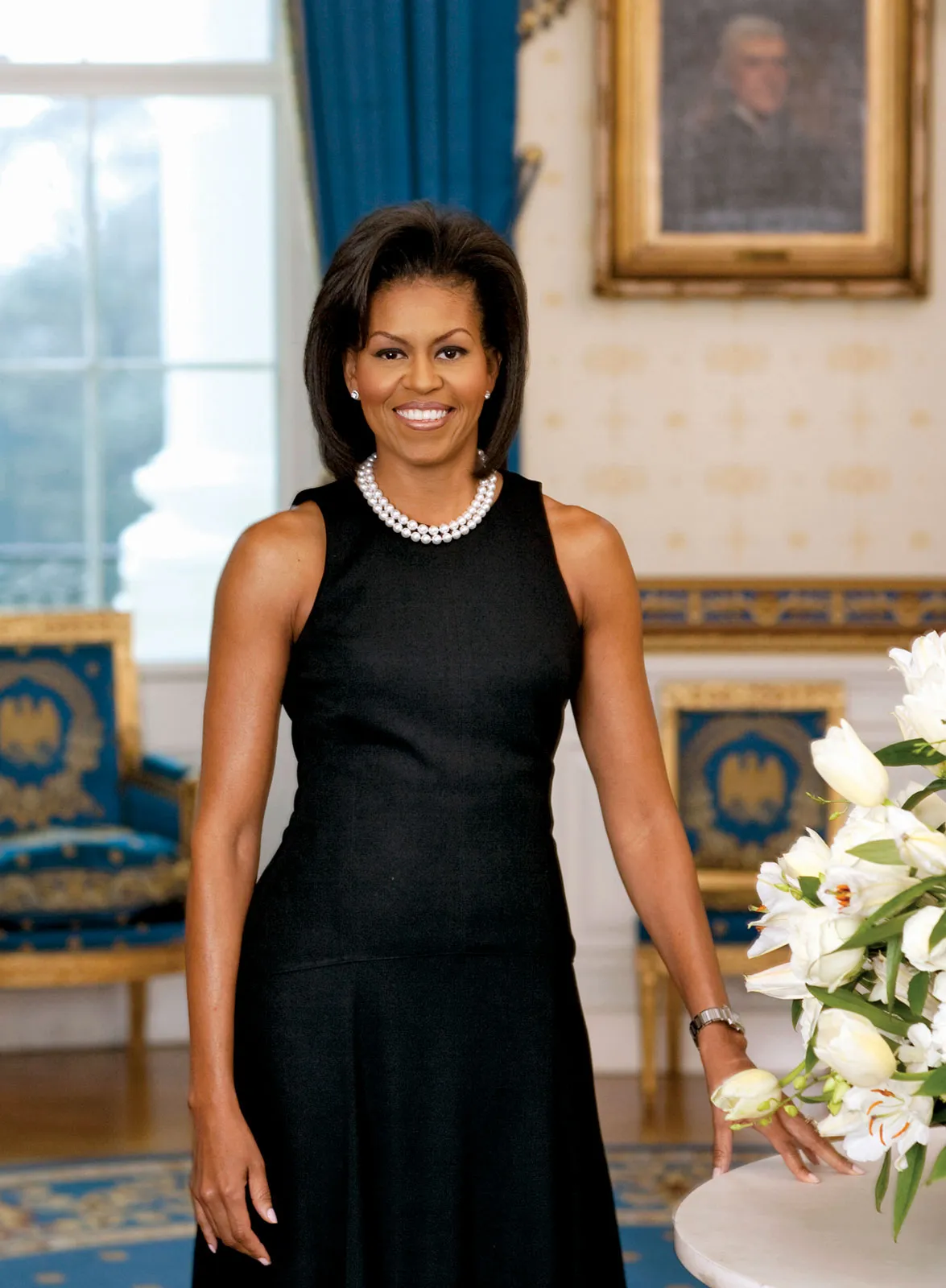
Офіційний портрет першої леді Мішель Обами на першому терміні, на якому вона одягнена в сукню від Kors.

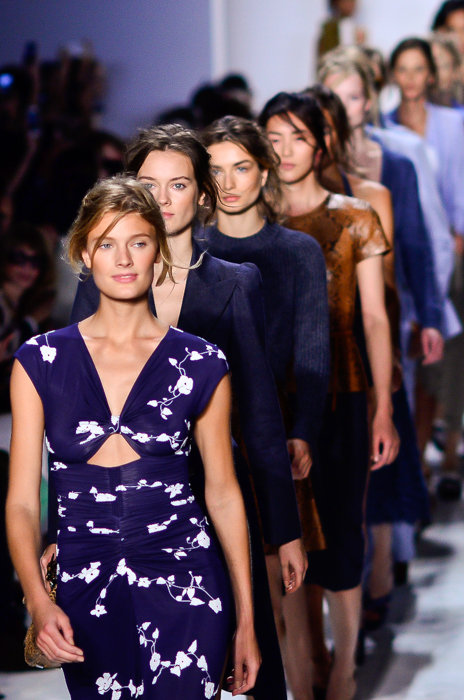
Моделі Констанс Яблонскі, Жак Ягаціак, Андреа Дьякону та Лю Вень для Michael Kors у 2014 році

У 1981 році Корс запустив свою жіночу марку Michael Kors у Bergdorf Goodman. У 1990 році компанія запустила KORS Michael Kors як ліцензіата. У 1993 році компанія Корса подала заяву про банкрутство. Італійська компанія вирішила припинити продаж дешевої лінії Kors, а без цього доходу бренд не міг існувати. Проте замість того, щоб здатися, Корс просто реорганізував бренд. У 1997 році завдяки фінансовій і бізнес-підтримці групи люксових товарів Michael Kors запустив лінію за нижчою ціною і в той же час був названий першим дизайнером жіночого готового одягу для французького дому Celine. Під час роботи в Celine Корс перевернув дім моди завдяки вдалим аксесуарам і лінії прет-а-порте, яку критики схвалили. Він залишив Celine у жовтні 2003 року, щоб зосередитися на власному бренді. Модельєр запустив свою лінію чоловічого одягу в 2002 році. У 2004 році Корс також почав продавати аксесуари та парфуми.
Серед знаменитостей, які одягалися в одяг бренду Michael Kors, — Кендалл Дженнер, Ніколь Кідман, Тіффані Хеддіш, Різ Візерспун, Люпіта Ніонго, Олівія Вайлд, Блейк Лайвлі, Кейт Хадсон, Рене Руссо, Дженніфер Лоуренс, Тейлор Свіфт, Кейт Міддлтон, Гілларі Клінтон, Анджеліна Джолі, Дженніфер Лопес, Емілі Блант, Крістен Стюарт, Аріана ДеБоз, віцепрезидент Камала Харріс, Хайді Клум, Кетрін Зета-Джонс, Сігурні Вівер і Сіара. Мішель Обама одягла чорну сукню без рукавів від дизайнера для свого першого офіційного портрета першої леді, а пізніше знову одягла Kors під час виступу про стан країни в 2015 році.
Віола Девіс обрала для церемонії вручення «Золотого глобуса» за найкращу жіночу роль другого плану у фільмі «Паркани» вишукану сукню з колекції Michael Kors. Кейт Хадсон і Олівія Вайлд були одягнені в сукні дизайнера на Золотий глобус 2016, а Емілі Блант, номінована за роль у фільмі «У лісі», одягла білу сукню дизайнера на замовлення в 2015 році. Джоан Аллен була в його сукні, коли її номінували на премію «Оскар» за найкращу жіночу роль у фільмі «Претендент». Будучи креативним директором Celine, Корс розробив багато нарядів для актрис, які вони могли одягати на екрані, зокрема Гвінет Пелтроу у «Одержимість» і Рене Руссо в «Справі Томаса Крауна» .
Одну з його суконь одягла Аліша Кіз під час виступу на інавгураційному балу Барака Обами 21 січня 2013 року.
Корс був поблажливим суддею номінованої на Еммі телевізійної програми Project Runway, яку транслювали на Bravo протягом п'яти сезонів; наступні сезони транслювали на Lifetime. 18 грудня 2012 року було оголошено, що Kors залишає Project Runway, його замінив колега-дизайнер Зак Позен. Корс повернувся на Project Runway в 2016 році як запрошений суддя у фіналі 15 сезону.
У січні 2014 року Forbes повідомив, що особистий статок Корса вперевищив 1 мільярд доларів. Michael Kors Holdings вже «викарбував двох мільярдерів»: Сайласа Чоу та Лоуренса Стролла.

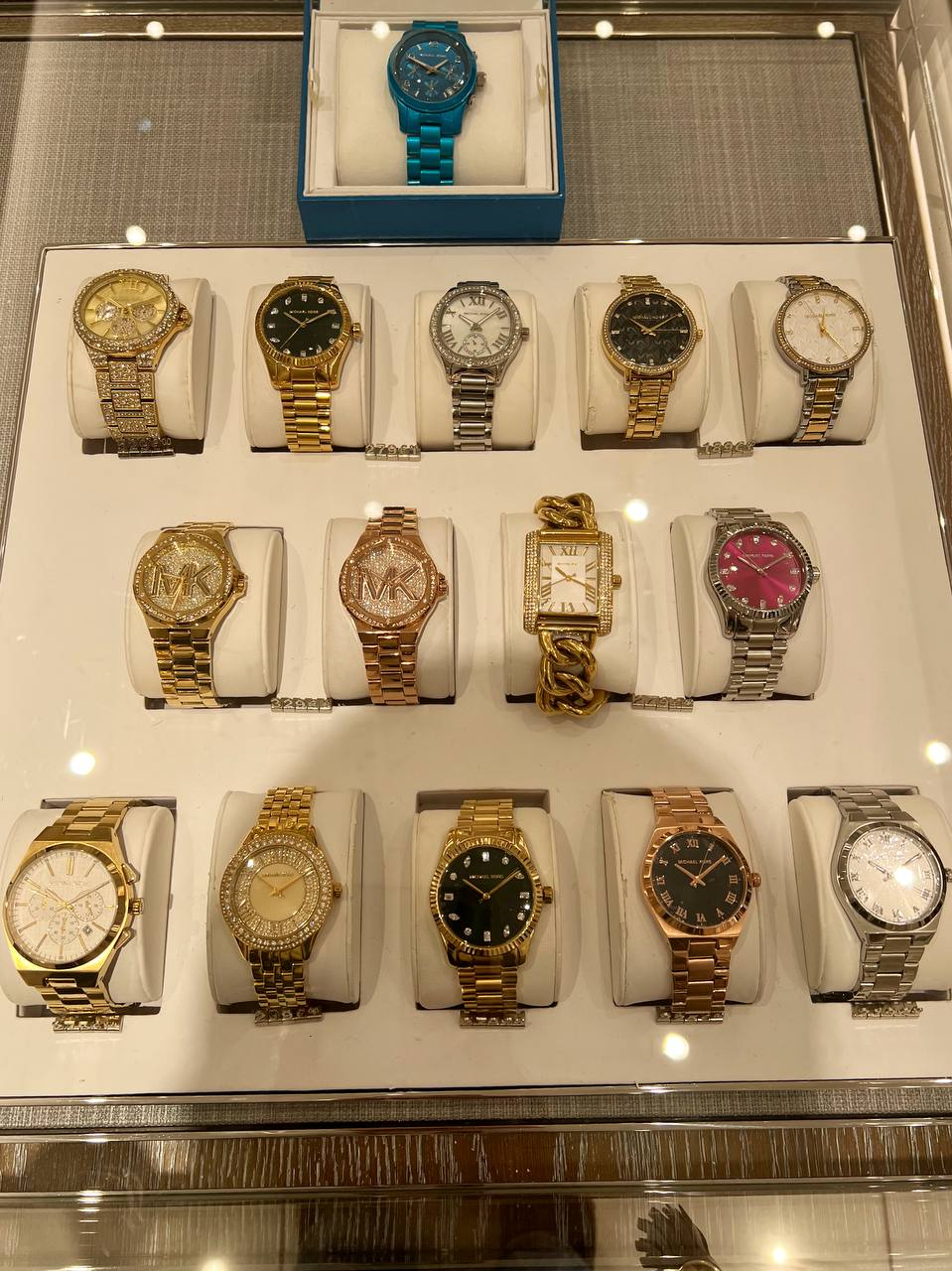
Наручні годинники Michael Kors

У 2016 році бренд почав активно займатися випуском наручних годинників. Під торговою маркою випускаються годинники компанією Fossil group, яка виробляє наручні аксесуари для популярних марок Armani, Diesel.

## Michael Kors: феномен бренду
Унікальність одягу, аксесуарів та інших позицій від Майкла Корса полягає в простоті, яка ідеально поєднується з розкішшю. Корс описав свою естетику дизайну як суміш Джекі Кеннеді та Елізабет Тейлор, сказавши, що його мама, Джоан, була більше схожа на першу, а його бабуся — на другу.
На думку багатьох модних експертів, модельєру вдалося поєднати американський прагматизм з європейською витонченістю та шармом. Якщо говорити про стиль одягу від Michael Kors, то його не описати інакше як «casual під знаком люкс». Сумки, окуляри, одяг та інші аксесуари бренду, як стверджує сам Майкл, створені для міських жителів, які люблять яскраве життя, але при цьому дуже освічені. Тому в колекціях можна знайти вироби, які підходять для вечірок, занять спортом, щоденних прогулянок і навіть ділових зустрічей.
Ще однією унікальністю даної торгової марки є висока якість продукції. Це важливий критерій, адже жителі мегаполісів мають потребу в підвищеному комфорті та зручності одягу.
Michael Kors славиться своїми вишуканими сумками, що стали об'єктом багатьох копій. Флагманом бренду також є годинники з відомим логотипом MK.
Бренд Michael Kors включає не тільки одяг та взуття, а й аксесуари. Прикраси Michael Kors виготовлені з дорогоцінних металів у поєднанні з різними елементами, в тому числі напівдорогоцінним камінням. Більшість колекцій вироблено зі стерлінгового срібла та доступні в трьох покриттях з дорогоцінних металів — з золота 14K, з рожевого золота 14K, покриття родієм.
Бутіки дизайнера наразі розташовані в Лос-Анджелесі, Чикаго, Нью-Йорку, Парижі, Мілані, Ріо-де-Жанейро, Шанхаї та Токіо. Найкраще у феномені Kors, безумовно, те, що він створив бренд не лише для людей, які щодня займаються світом моди, а й для звичайних людей, які можуть дозволити собі деякі продукти з пропозиції дизайнера.

## Лінії та колекції бренду Майкла Корса
MK Collection — люксова лінія, що включає вишуканий та вечірній одяг, а також взуття, сумочки та інші аксесуари.
MICHAEL Michael Kors — це крута колекція з яскраво вираженою модною ідентичністю, що включає в себе свіже поєднання тенденцій, кольорів, тканин, принтів і силуетів, які завжди актуальні, спортивні за відчуттям, але міські за духом, створюючи джет-сет спосіб життя. Він пропонує виріб на будь-який випадок, доступну розкіш із відтінком несподіваного, сучасний гламур із елементом легкості. MICHAEL Michael Kors є більш доступною колекцією, що пропонує стильні та модні речі за помірною ціною.
Michael Kors Mens labels — це інноваційна колекція в сучасному американському стилі — крутий, спортивний, витончений. Її фірмова чуттєвість ґрунтується на розкішному спортивному одязі, елегантному крої та невід'ємній розкоші. Колекція пропонує ідеальний баланс блиску та легкості з силуетами, які є невимушеними, але розкішними, зручними, але чіткими, міськими, але міцними.

## Інші відзнаки
- 2016: Всесвітня продовольча програма США відзначила Kors нагородою McGovern-Dole Leadership, яку вручив віце-президент Джо Байден.
- 2015: Призначений глобальним послом боротьби з голодом Всесвітньої продовольчої програми ООН.
- 2015: God's Love We Deliver освятив будівлю Майкла Корса в новій штаб-квартирі некомерційної організації в Сохо на честь постійної підтримки Kors.
- 2013: обрано для The Time 100, щорічного списку 100 найвпливовіших людей світу. Він також увійшов до списку 100 найвпливовіших жителів Нью-Йорка в категорії «Мода» за версією New York Observer і був включений до списку Power 50 журналу Out за 2014 рік.
- 2013: Удостоєний нагороди Couture Council Award 2013 за мистецтво моди від Couture Council of the Museum at Fashion Institute of Technology.
- 2013: Корс вручив Гілларі Клінтон першу в історії нагороду Майкла Корса за видатні суспільні заслуги.
- 2012: Удостоєний нагороди «Золоте серце за життєві досягнення» від God's Love We Deliver, некомерційної організації, яка надає їжу людям, які живуть з ВІЛ/СНІДом та іншими діагнозами, і в якій він бере участь більше 20 років.
- 2010: Отримав нагороду Олівера Р. Грейс за видатні заслуги в просуванні досліджень раку, щорічну нагороду, яку присуджує Інститут дослідження раку, некомерційна організація США, яка просуває лікування раку на основі імунної системи.
- 2010: Корс став наймолодшим лауреатом нагороди Джеффрі Біне за життєві досягнення від Ради дизайнерів моди Америки (CFDA) і отримав нагороду FiFi від Fragrance Foundation за життєві досягнення.

## Юридичні питання
У січні 2009 року на Kors було подано до суду за порушення прав на торговельну марку після того, як Kors нібито використовував ім'я та зображення художника-дизайнера Тоні Дакетта для просування колекції курортного одягу Kors 2009 року.
У липні 2013 року він став другим люксовим брендом після Tiffany & Co, який подав до суду на Costco за неправдиві заяви в рекламі про те, що вони продають його продукт.

## У масовій культурі
Корс згадувався у фільмі 2006 року «Диявол носить Прада» персонажем Меріл Стріп — Мірандою Прістлі. У сцені Прістлі заходить у свій кабінет і дає список інструкцій своїй особистій помічниці (Емілі Блант). Прістлі каже: «Відповісти „так“ на вечірку Майкла Корса, і я хочу, щоб водій висадив мене о 9:30 і забрав мене рівно о 9:45».

## Критика
Критики прозвали Корса першим дизайнером жіночого одягу масового виробництва. Італійський модельєр Роберто Каваллі назвав Майкла Корса «одним із найбільших дизайнерів-копіювальників у світі» і закликав зупинитися в копіюванні його моделей. Також він зазначив, що Корс створює не американську, а глобальну моду і просто базується в Америці.

## Благодійна діяльність
У створенні свого одягу, як і у своєму житті, дизайнер часто думає про людей. Про їх зручність, світовідчуття, потреби. Він є носієм ідеї, що голодна людина не може думати про розвиток та навчання. Саме тому Майкл Корс вже протягом 20 років є одним із головних меценатів проекту «God's Love We Deliver». Місією цієї організації є приготування та доставка поживної їжі людям, які не спроможні самі для себе її приготувати.
У 2012 році бренд став партнером Всесвітньої Продовольчої Програми США і через рік випустив годинник під гаслом «Watch Hunger Stop». Завдяки цій кампанії багато жителів голодуючих регіонів (Камбоджа, Мозамбік, Нікарагуа, Уганду) отримали понад 13 млн гарячих обідів.
Нарешті минулого року відбулася 14-та церемонія вручення McGovern-Dole Leadership Award. У Вашингтоні Майкл Корс отримав заслужену нагороду за внесок у боротьбу із проблемою всесвітнього голоду.